# Roshan Seth
Roshan Seth (Patna, 2 aprile 1942) è un attore indiano.
Vincitore di un Genie Award e del BAFTA Award nominato come attore indo-inglese apparso principalmente in film britannici e statunitensi. È famoso per le sue interpretazioni, acclamate dalla critica, per le pellicole Gandhi (1982), Mississippi Masala (1991), Mai senza mia figlia! (1991), My Beautiful Laundrette - Lavanderia a gettone (1985), Indiana Jones e il tempio maledetto (1984) e Such a Long Journey (1998).

## Biografia
Seth nacque a Patna in India, figlio di un professore di biochimica. Compì i suoi studi presso la Doon School e successivamente si laureò in storia al St Stephen's College. Affinò le proprie capacità teatrali presso la Shakespeare Society, dopo essersi spostato nel Regno Unito per continuare la formazione. Ha frequentato anche la London Academy of Music and Dramatic Art.
Nel 1982, Seth interpretò il ruolo dell'autore indiano Victor Mehta nella pièce Una mappa per il mondo di David Hare, che fu in tour per diversi anni in Australia, Regno Unito e Stati Uniti. Terminate le rappresentazioni a Broadway dell'opera, e dopo l'uscita del pluripremiato film Gandhi (1982), Seth divenne molto richiesto e la sua carriera decollò. Nel 1984 ottenne ruoli da protagonista nei film Indiana Jones e il tempio maledetto e Passaggio in India di David Lean, l'anno seguente in My Beautiful Laundrette - Lavanderia a gettone (1985) e successivamente in Little Dorrit (1988).
Fra i film interpretati da Seth negli anni novanta, sono da ricordare Mai senza mia figlia! (1991), Mississippi Masala (1991), Street Fighter - Sfida finale (1994) e The Journey (1997) di Harish Saluja. Nel 1993 interpretò il ruolo di Haroon Amir nella miniserie televisiva The Buddha of Suburbia, per il quale fu candidato al premio per il miglior attore dalla Royal Television Society. Nel 1995 interpretò la parte di Baba in Flight, vincendo il premio come "migliore attore" al Soči International Film Festival. Nel 1998 interpretò il ruolo di Gustad Noble nel film Such a Long Journey, per il quale vinse il Genie Award come miglior attore protagonista.

## Filmografia parziale

### Cinema
- Juggernaut, regia di Richard Lester (1974)
- Gandhi, regia di Richard Attenborough (1982)
- Indiana Jones e il tempio maledetto (Indiana Jones and the Temple of Doom), regia di Steven Spielberg (1984)
- Passaggio in India (A Passage to India), regia di David Lean (1984)
- My Beautiful Laundrette - Lavanderia a gettone (My Beautiful Laundrette), regia di Stephen Frears (1985)
- Partition, regia di Ken McCullen (1987)
- Little Dorrit, regia di Christine Edzard (1988)
- Slipstream, regia di Steven Lisberger (1989)
- Le montagne della luna (Mountains of the Moon), regia di Bob Rafelson (1990)
- 1871, regia di Ken McCullen (1990)
- Mai senza mia figlia! (Not Without My Daughter), regia di Brian Gilbert (1991)
- Mississippi Masala, regia di Mira Nair (1991)
- Londra mi fa morire (London Kills Me), regia di Hanif Kureishi (1991)
- Street Fighter - Sfida finale (Street Fighter), regia di Steven E. de Souza (1994)
- Un single per due (Solitaire for 2), regia di Gary Sinyor (1994)
- Secret of the Andes, regia di Alejandro Azzano (1998)
- Such a Long Journey, regia di Sturla Gunnarsson (1998)
- Vertical Limit, regia di Martin Campbell (2000)
- Monsoon Wedding - Matrimonio indiano (Monsoon Wedding), regia di Mira Nair (2001)
- Se sarà luce sarà bellissimo, regia di Aurelio Grimaldi (2004)
- Proof - La prova (Proof), regia di John Madden (2005)
- Amal, regia di Richie Mehta (2007)
- Un incontro voluto dal cielo (Rab Ne Bana Di Jodi), regia di Aditya Chopra (2008)
- Ek Tha Tiger, regia di Kabir Khan (2012)
- Brahmin Bulls, regia di Mahesh Pailoor (2013)
- Dumbo, regia di Tim Burton (2019)

### Televisione
- Gli invincibili (The Protectors) – serie TV, episodio 1x21 (1973)
- Stalin, regia di Ivan Passer – film TV (1992)
- Iqbal, regia di Cinzia TH Torrini – film TV (1998)
- The Cheetah Girls: One World, regia di Paul Hoen – film TV (2008)
- Beecham House – serie TV, 6 episodi (2019)

## Doppiatori italiani
Nelle versioni in italiano delle opere in cui ha recitato, Roshan Seth è stato doppiato da:
- Carlo Reali in Indiana Jones e il tempio maledetto
- Pino Locchi in Gandhi
- Armando Bandini in Le montagne della luna
- Giulio Platone in Mississippi Masala
- Antonio Sanna in Street Fighter - Sfida finale
- Emilio Cappuccio in Proof - La prova
- Giorgio Lopez in The Cheetah Girls: One World